# 清里町立清里中学校
清里町立清里中学校（きよさとちょうりつきよさとちゅうがっこう）は、北海道斜里郡清里町に所在する公立中学校。

## 概要
清里町にある唯一の中学校である。
かつては緑町中学校、光岳中学校、江南中学校が町内に存在したが、昭和45年に清里中学校と統合した。

## 所在地
北海道斜里郡清里町羽衣町58

## 出身の有名人
- 岡崎朋美
- 糸川敏彦